# All Hail the King
Marvel One-Shot: Que viva el rey (All Hail the King en inglés) es un cortometraje estadounidense directo a video de 2014, producido por Marvel Studios y distribuido por Walt Disney Studios Home Entertainment.
Este cortometraje es una continuación y spin-off de Iron Man 3 (2013), que se centra en Trevor Slattery, y es el quinto cortometraje dentro de los Marvel One-Shots ambientado en el UCM, compartiendo continuidad con las películas de la franquicia.
La película está escrita y dirigida por Drew Pearce y protagonizada por Ben Kingsley como Slattery, junto a Scoot McNairy, Lester Speight y Sam Rockwell. En All Hail the King, un documentalista (McNairy) entrevista al infame falso terrorista Slattery mientras está en la cárcel por sus actos.
El desarrollo de un One-Shot centrado en Slattery comenzó durante la producción de Iron Man 3, con Pearce finalmente concibiendo una idea supeditada a que Kingsley estuviera dispuesto a retomar su papel de Iron Man 3, quien se entusiasmó al hacerlo después de leer el guion. La filmación tuvo lugar en Los Ángeles durante tres días, y Pearce luego voló a Canadá para filmar el cameo de Rockwell como Justin Hammer, retomando su papel de Iron Man 2 (2010).
All Hail the King se lanzó digitalmente y en el lanzamiento doméstico de Thor: The Dark World (2013) en febrero de 2014 y fue recibido positivamente por la crítica. La historia de Slattery, el Mandarín y los Diez Anillos continúa en la película Shang-Chi and the Legend of the Ten Rings (2021).

## Trama
Después de hacerse pasar por el terrorista conocido como Mandarín, el actor Trevor Slattery, esta recluso en la prisión de Seagate, donde vive con su propio "mayordomo" personal Herman y otros reclusos que actúan como su club de fanes y protección. Slattery es entrevistado por el documentalista Jackson Norriss, quien desea narrar los eventos de la situación del mandarín. Norriss, tratando de aprender más sobre Slattery personalmente, relata su pasado desde su primer casting cuando era niño, así como su papel protagónico en el piloto fallido de CBS Caged Heat. Norriss finalmente le informa a Slattery que su interpretación ha enojado a algunas personas, incluido el grupo terrorista real Los Diez Anillos, que Slattery no sabía que existía. Norriss le cuenta la historia del mandarín y el grupo terrorista, antes de revelar que en realidad es miembro del grupo. Luego saca un arma y mata a los guardias y a Herman antes de decirle a Slattery que la verdadera razón de la entrevista es sacarlo de la prisión para que pueda conocer al verdadero Mandarín. Al escuchar esto, Slattery todavía no dimensiona las consecuencias de su actuación.
En una escena de mitad de créditos, el también recluido Justin Hammer observa una actuación de Slattery y se queja sobre su transformación en el centro de la atención.

## Elenco
- Ben Kingsley como Trevor Slattery: un actor cómplice de un terrorista cuya reclusión en la prisión de Seagate es el tema de un documental de Jackson Norriss. Kingsley repite el papel de Iron Man 3.[1]
- Scoot McNairy como Jackson Norriss:
Un miembro de la organización terrorista Ten Rings haciéndose pasar por un documentalista.[2] En los cómics, el nombre del personaje se escribe "Norris",[3] mientras que un video publicado como parte de una campaña de marketing viral para Capitán América: Civil War en mayo de 2016 reveló que un personaje separado llamado Jackson Norris, de hecho, existe en otra parte del MCU.[4]
- Lester Speight como Herman: el mayordomo y protector de Slattery en Seagate.
- Sam Rockwell como Justin Hammer: un recluso en la prisión de Seagate, que era fabricante de armas. Rockwell repite su papel de Iron Man 2 (2010).[5]

Además, Matt Gerald interpreta a White Power Dave; Crystal the Monkey retrata al mono del bar; y Allen Maldonado interpreta a Fletcher Heggs, quien tiene un tatuaje de una pieza de ajedrez en su rostro como un guiño a los cómics, donde es un personaje secundario llamado "Knight".

## Producción

### Desarrollo y escritura

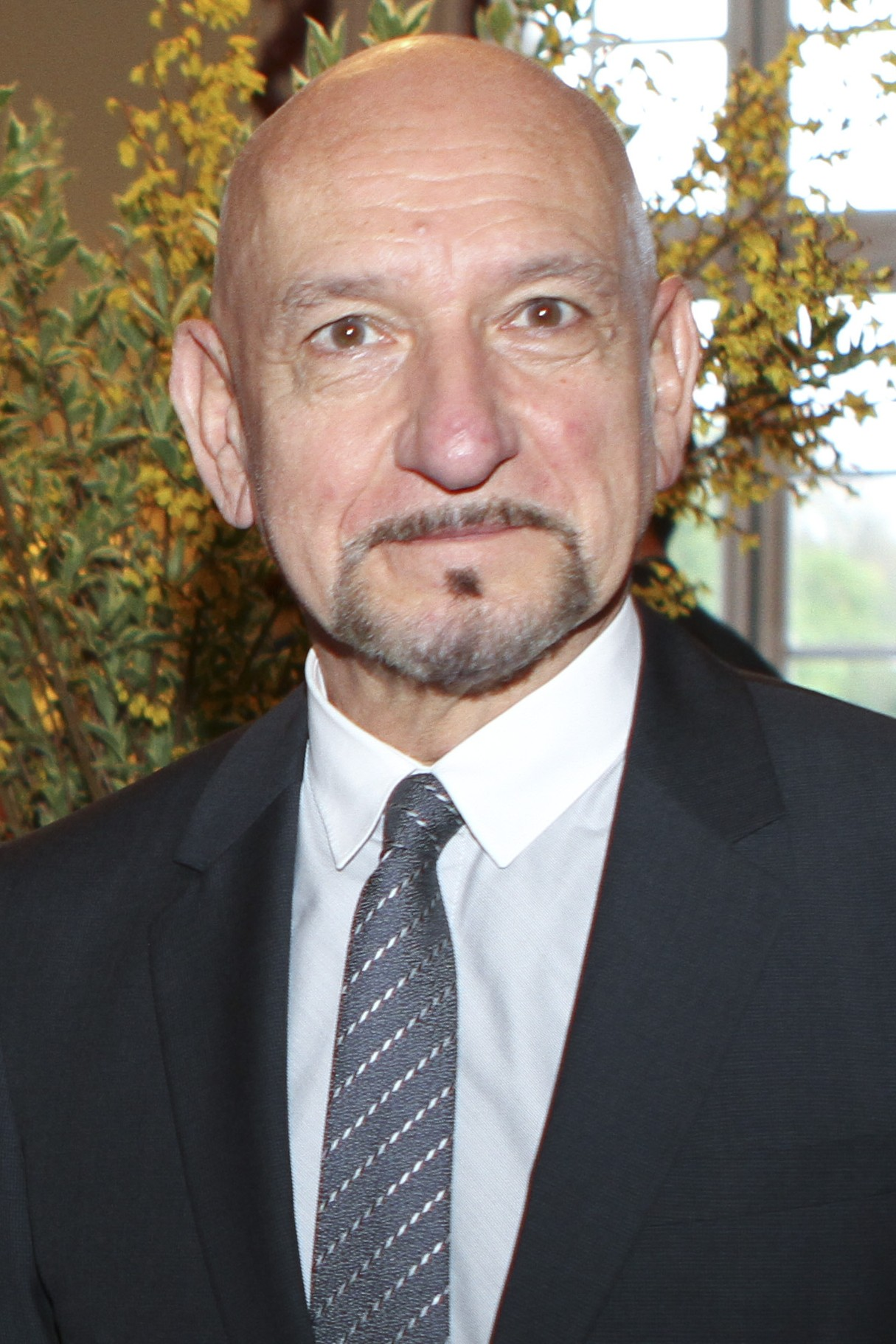
Después de que Ben Kingsley se uniera a All Hail the King, se unieron miembros adicionales del equipo.

Drew Pearce, el coguionista de Iron Man 3, y el productor Stephen Broussard tuvieron la idea del corto All Hail the King durante la producción de Iron Man 3, para proporcionar "una nueva versión" del personaje mandarín. Marvel Studios y el consultor Joss Whedon se mostraron positivos sobre el corto, confiando en la participación de Ben Kingsley.  Kingsley estuvo de acuerdo después de leer el guion, y Pearce creyó que quería regresar porque disfrutaba interpretar a Slattery. En octubre de 2013, Kingsley dijo que estaba trabajando en un proyecto secreto con Marvel que involucraba a "muchos miembros del equipo que participaron en Iron Man 3". Más tarde se reveló que este era el corto, escrito y dirigido por Pearce. Iron Man 3 originalmente tenía a Slattery muriendo en la película, por lo que One-Shot habría sido una precuela que exploraba parte de su vida pasada. Durante la edición de Iron Man 3, cuando se cambió para tener a Slattery vivo, Pearce estaba menos entusiasmado con que el corto fuera una precuela ya que "inevitablemente carecen de sentido del drama" y sintió que continuar el viaje de Slattery después de los eventos de la película era "más emocionante" ya que "no sabes lo que va a pasar".
El director de Iron Man 3, Shane Black, sintió que Marvel "vio tantas cosas negativas" en torno a la interpretación del mandarín, que el corto se creó como "una disculpa a los fanáticos que estaban tan enojados". Aunque algunos de los diálogos están escritos en respuesta a los críticos de la representación en mandarín en Iron Man 3, la historia fue escrita simplemente como una extensión de la trama de los Diez Anillos y el mandarín que aparecen en las películas de Iron Man. Pearce escribió el corto para que fuera lo suficientemente ambiguo como para que la historia pudiera explorarse más a fondo en futuras películas o series de televisión. Sobre los Diez Anillos, Pearce declaró que encontró que el grupo era una parte "muy poderosa" del MCU debido a su introducción en la primera película del universo, y señaló que el productor Kevin Feige estaba emocionado de ver a un miembro de la organización ser "genuinamente vicioso". Debido a esto, Pearce trabajó para hacer que la acción en el corto fuera "real y brutal" para yuxtaponer el tono más cómico que lo condujo, lo que pensó que de todos modos aumentaría el humor del Slattery de Kingsley dado que el personaje "no responde a nada de la misma manera que cualquier otro ser humano sensato" debería hacerlo.  Hablando sobre agregar huevos de Pascua y guiños a los cómics, Pearce señaló que agregarlos al guion no significaba necesariamente que fueran parte del plan más grande de Marvel para el MCU, y dijo que disfrutó "rellenarlo con MCU" y esperando a ver si "algo se queda y parte sigue siendo solo una especie de asentimiento encantador".  El nombre Caged Heat fue utilizado previamente por Marvel como título provisional para Iron Man 3.

### Filmación y posproducción
All Hail the King se filmó durante tres días en Los Ángeles, incluso en una "prisión de mujeres en desuso" en el lado este de Los Ángeles. Pearce creía que la producción fue "increíblemente afortunada" de alinear su calendario de rodaje con el de Kingsley, que había estado trabajando en varios proyectos diferentes. Se utilizaron dos unidades de producción para capturar las imágenes del cortometraje principal y el material de Caged Heat. Tanto Marvel como Sam Rockwell estaban "a bordo" para un cameo, pero Rockwell no pudo hacerlo debido a que estaba trabajando en Poltergeist (2015). Sin embargo, durante la postproducción de esa película, Rockwell leyó el guion del cortometraje y llamó a Pearce, diciendo que estaba feliz de participar si sus escenas podían filmarse en Toronto durante uno de sus descansos. Pearce fue a Canadá y filmó a Rockwell en un set que fue pintado para que coincidiera con el rodaje de Los Ángeles, diciendo "Rockwell entró y simplemente lo logró".
La música para el corto fue compuesta por Brian Tyler, con las escenas de Caged Heat compuestas por el ícono de la música televisiva de la década de 1980 Mike Post.  La secuencia principal del título, que fue creada por Perception, se inspiró en Dr. No, Charade y Iron Monkey, así como en otras películas de explotación de kung fu.

## Lanzamiento
All Hail the King se lanzó en el lanzamiento de descarga digital de thor: The Dark World el 4 de febrero de 2014 y el 25 de febrero para su lanzamiento de Blu-ray. Se incluyó en el disco adicional de la caja "Marvel Cinematic Universe: Phase Two Collection", que incluye todas las películas de la Fase Dos en el Universo cinematográfico de Marvel, así como los otros Marvel One-Shots. La colección presenta comentarios de audio de Pearce y Kingsley, y fue lanzada el 8 de diciembre de 2015. All Hail the King estuvo disponible en Disney+ el 27 de agosto de 2021, antes del lanzamiento de Shang-Chi and the Legend of the Ten Rings, que presenta a Wenwu, el líder real de los Diez Anillos.

## Recepción
Cliff Wheatley de IGN le dio a All Hail the King un 9.4 sobre 10. Dijo que es "un regreso a la adorable personalidad del desafortunado Trevor y un paso adelante para el Universo Cinematográfico de Marvel más grande. Tiene sus giros que deberían satisfacer tanto a los amantes como a los que odian a Trevor Slattery. Pero es el enfoque que adopta Pearce con el material, desde las secuencias de crédito al estilo de las películas de kung-fu hasta el tono alegre que toma un giro repentino y discordante. Kingsley una vez más brilla en el papel de Slattery, distante e ignorante, pero más que feliz de volver al modo mandarín si complace a sus adoradores fanáticos. Pearce hace algunos de los mismos chistes de Iron Man 3 en una especie de forma referencial, pero no es nada demasiado dañino".
Devin Faraci de Birth.Movies.Death lo llamó "otro excelente cortometraje de la gente de Marvel Studios", que consideró que merecía mostrarse en los cines en lugar de simplemente lanzarse en los medios domésticos. Sintió que el personaje de Slattery "fue usado en la cantidad perfecta en Iron Man Three, y darle más tiempo en pantalla aquí, en un proyecto paralelo, se siente como la forma correcta de volver a él. Kingsley se está divirtiendo mucho, contando muchos chistes maravillosos y hundiéndose en el personaje egocéntrico y despistado que representa todos nuestros peores estereotipos de actores". Faraci elogió la secuencia de Caged Heat, así como el cameo de Rockwell, y declaró positivamente sobre la revelación en mandarín, "en lugar de un retcon, esto se siente como una expansión, un retroceso de la cortina para revelar más de la imagen". Por el contrario, Andrew Wheeler de Comics Alliance criticó la presentación de la homosexualidad en el corto, dado que fue el primer intento de Marvel Studios de llevar los conceptos LGBT al MCU. Brennan Klein en Screen Rant lo llamó "un corto puramente cómico que se reproduce como un boceto de Saturday Night Live".

## Futuro
La película Shang-Chi and the Legend of the Ten Rings explora elementos de la trama del One-Shot, como la revelación del líder real de los Diez Anillos, Wenwu,  con Kingsley retomando su papel como Slattery en la película. El director de Shang-Chi, Destin Daniel Cretton, dijo que querían "ser fieles" al One-Shot de la película, y agregó que "creo que incluir esa historia en esta película no solo fue muy divertido, creo que es esencial escuchar [Slattery] admitir lo ridícula que era toda esa situación".